# Maison de Dampierre-en-Astenois
 (décembre 2024).
 (décembre 2024).
La Maison de Dampierre-en-Astenois est une famille aristocratique française, originaire du comté de Champagne. Elle comprend de nombreux comtes et seigneurs, y compris des comtes de Toul.

## Famille de Dampierre-en-Astenois

### Comtes puis seigneurs d'Astenois ou de Dampierre-en-Astenois
- Richer de Dampierre-en-Astenois, comte d'Astenois. Le nom de son épouse est inconnu, mais il aurait eu au moins un enfant :
  - Baudouin de Dampierre-en-Astenois, qui suit.

- Baudouin de Dampierre-en-Astenois, comte d'Astenois. Le nom de son épouse est inconnu, mais il aurait eu au moins un enfant :
  - Frédéric de Dampierre-en-Astenois, qui suit.

- Frédéric Ier de Dampierre-en-Astenois, comte d'Astenois et de Toul du chef de sa femme. Il aurait pour grands-parents maternels Godefroy le Captif de Lotharingie et Mathilde Billung de Saxe. Il épouse Gertrude de Toul, fille de Renard II Le Jeune, comte de Toul, dont il a au moins deux enfants :
  - Frédéric de Dampierre-en-Astenois, qui suit.
  - Henri de Verdun, qui fut évêque de Liège.

- Frédéric II de Dampierre-en-Astenois, comte d'Astenois et de Toul. Le nom de son épouse est inconnu, mais il aurait eu au moins deux enfants :
  - Renard de Dampierre-en-Astenois, qui suit plus bas, et qui poursuit la lignée des comtes de Toul.
  - Pierre de Dampierre-en-Astenois, qui suit, et qui poursuit la lignée des comtes de Dampierre-en-Astenois.
  - Frédéric de Dampierre-en-Astenois, qui suit plus bas après son frère et qui poursuit la lignée des comtes de Toul.

- Pierre de Dampierre-en-Astenois († vers 1124), comte d'Astenois. Il participe à la première croisade avec son frère Renard, comte de Toul, et sont tous deux parmi les compagnons de Godefroy de Bouillon. Ils participent à la prise de Nicée, puis de Tarse et enfin d'Antioche. il serait rentré en Europe avant la prise de Jérusalem. Le nom de son épouse est inconnu, mais il aurait eu au moins un enfant :
  - Frédéric de Dampierre-en-Astenois, qui suit.

- Frédéric III de Dampierre-en-Astenois († après 1138), comte de Dampierre-en-Astenois. Il épouse Helvis, dont le nom de famille est inconnu, dont il a au moins un enfant :
  - Henri de Dampierre-en-Astenois, qui suit.

- Henri de Dampierre-en-Astenois († après 1153), comte de Dampierre-en-Astenois. Le nom de son épouse est inconnu, mais il aurait eu au moins un enfant :
  - Renard de Dampierre-en-Astenois, qui suit.

- Renard Ier de Dampierre-en-Astenois († en 1191), comte de Dampierre-en-Astenois. En 1162, le comte de Champagne Henri Le Libéral, qui s'était fait otage de l'empereur Frédéric Barberousse, place la suzeraineté de Dampierre-en-Astenois dans le Saint-Empire romain germanique. Il épouse Euphémie, dont le nom de famille est inconnu, dont il a au moins cinq enfants :
  - Béatrice, qui épouse Mathieu de Lorraine, comte de Toul, fils de Mathieu Ier, duc de Lorraine, et de Judith-Berthe de Hohenstaufen, dont elle a plusieurs enfants.
  - Renard, qui suit.
  - Henri, tige de la branche de Ponthion.
  - Marie, dite de Abbatia, citée dans un charte de 1217 et dans une autre de 1233. Elle épouse en premières noces Herbert, voué de Beaulieu (d'où le surnom de Abbatia), dont elle a au moins un fils (André). Elle épouse en secondes noces Gaucher de Tours-sur-Marne, dont elle au moins trois fils (Henri, Jean et Anseau).
  - au moins une autre fille citée mais non nommée dans un charte de 1217. Elle aurait épousé un membre de la famille de Beaufremont.

- Renard II de Dampierre-en-Astenois († en 1234), comte de Dampierre-en-Astenois. Par son mariage, il administre la châtellenie de Vitry au nom d'Hugues de Rethel, issu du premier mariage de son épouse avec Henri de Rethel, et prendra le titre de Châtelain de Vitry. Il participe à la quatrième croisade, mais décide de ne pas se rendre à Venise et quitte l'armée croisée pour aller à Saint-Jean-d'Acre. Il tente de persuader le roi Amaury de Lusignan de rompre sa trêve, mais celui-ci refuse. Il entre ensuite au service du prince Bohémond IV d'Antioche, puis est pris en embuscade par les forces de l'émir d'Alep et est emprisonné à Alep pendant trente ans jusqu'à ce qu'il soit racheté par les Chevaliers Hospitaliers en 1231. Pendant son emprisonnement, ses terres sont administrées par ses enfants. Il épouse Helvide, ou Héloïse, dont le nom de famille est inconnu, veuve d'Henri de Rethel, châtelain de vitry, dont il a plusieurs enfants :
  - Renard, qui suit.
  - Anseau, qui suit plus loin après son frère puis son neveu.
  - plusieurs filles citées mais non nommées dans une charte de 1233.

- Renard III de Dampierre-en-Astenois († avant 1230), comte de Dampierre-en-Astenois pendant la captivité de son père. Il fait probablement le voyage en Terre-Sainte. Il épouse Béatrix de Tilchâtel, fille de Gui IV, seigneur de Tilchâtel, et de Guillemette de Bourbonne, dont il a au moins un enfant. Il meurt vers 1230 avant le retour de son père, et c'est son fils Renard IV qui lui succède, mais encore mineur, il gouvernera sous la tutelle de son oncle Anseau Ier.
  - Renard, qui succède à son père sous la régence de son oncle Anseau Ier.
  - plusieurs enfants cités mais non nommés dans une charte de 1234.

- Renard IV de Dampierre-en-Astenois († vers 1232), comte de Dampierre-en-Astenois pendant la captivité de son grand-père, mais encore mineur, il gouvernera sous la tutelle de son oncle Anseau Ier. Il meurt sans descendance avant son grand-père, et c'est son oncle Anseau Ier qui succède à Renard II.

- Anseau Ier de Dampierre-en-Astenois († vers 1239), seigneur d'Epense puis de Dampierre-en-Astenois à la mort de neveu Renard IV. Il épouse Félicité, ou Anfelise, de Cirey-sur-Blaise, fille de Barthélémy de Cirey-sur-Blaise et d'Agnès de Broyes, dont il a plusieurs enfants :
  - Anseau, qui suit.
  - Renard, tige de la branche de la Neuville-aux-Bois.
  - Isabelle, qui épouse probablement Manassès V de Rethel, fils d'Hugues II, comte de Rethel, et de Félicité de Broyes, dont elle a probablement au moins un enfant :
    - Jean de Rethel, seigneur d'Epense.

  - plusieurs enfants cités mais non nommés dans une charte de 1234.

- Anseau II de Dampierre-en-Astenois († vers 1244), seigneur de Dampierre-en-Astenois. Il épouse Agnès, fille de Gui de Joinville, seigneur de Sailly, dont il a quatre enfants :
  - Jean, qui suit.
  - Anselette, ou Anselle, qui épouse Erard d'Aunay.
  - Alarde.
  - Simonette.

- Jean Ier de Dampierre-en-Astenois († vers 1294), seigneur de Dampierre-en-Astenois. Il épouse Marie de Landricourt (qui une fois veuve, épousera en secondes noces Gobert de Montchâlons, seigneur de Bouconville), dont il a deux enfants :
  - Jean, qui suit.
  - Agnès, qui suit après son frère.

- Jean II de Dampierre-en-Astenois († après 1294), seigneur de Dampierre-en-Astenois. Il meurt probablement jeune et sans postérité et a sa sœur Agnès comme héritière.

- Agnès de Dampierre-en-Astenois, dame de Dampierre-en-Astenois. Elle épouse Eustache de Conflans, fils d'Hugues III, seigneur de Conflans et maréchal de Champagne, et d'Helissende de Précy, dont elle a plusieurs enfants.
  - Jean de Conflans, seigneur de Dampierre-en-Astenois, maréchal de Champagne, gouverneur de Navarre et conseiller du roi. Il épouse Cunégonde de Grancey, veuve de Guillaume, seigneur d’Arcis-sur-Aube, fille d'Eudes V, seigneur de Grancey, et d'Isabelle de Blâmont, mais n'a pas de postérité. Il meurt, assassiné à Paris en 1358, sans postérité et laisse sa sœur Marie comme héritière.
  - Marie de Conflans, qui épouse Raoul de Louppy, gouverneur du Dauphiné, et mort en 1388. À sa mort elle laisse à son époux la jouissance de ses biens, à condition qu'après lui ils reviendraient à ses héritiers naturels : Gautier IV d'Arzillières et Hugues VI de Conflans, seigneur de Conflans et Sommevelle. En 1389, Dampierre-en-Astenois revient à Gautier IV, seigneur d'Arzillières.

### Branche des comtes de Toul
- Renard III de Dampierre-en-Astenois († après 1117), comte de Toul. Il participe à la première croisade avec son frère Pierre, comte de Dampierre-en-Astenois, et sont tous deux parmi les compagnons de Godefroy de Bouillon. Ils participent à la prise de Nicée, puis de Tarse, d'Antioche et enfin de Jérusalem. Il épouse en premières noces Adèle , fille de Gérard Ier, comte de Vaudémont, puis en secondes noces Adèle de Fouvent, fille de Humbert II le Brun, seigneur de Fouvent, dont il a une fille. Il est remplacé par son frère Frédéric, mais il est possible que son autre frère, Pierre, comte de Dampierre-en-Astenois, ait également été comte de Toul pendant quelques années.
  - une fille qui épouse Foulques de Choiseul, d'où postérité.

- Frédéric III de Dampierre-en-Astenois († après 1142), comte de Toul. Il épouse Hedwige de Lorraine, fille de Simon Ier, duc de Lorraine, dont il a au moins un enfant :
  - Henri de Dampierre-en-Astenois, qui suit.

- Henri de Dampierre-en-Astenois († après 1162), comte de Toul. Le nom de son épouse est inconnu, mais il aurait eu au moins un enfant :
  - Frédéric de Dampierre-en-Astenois, qui suit

- Frédéric IV de Dampierre-en-Astenois († en 1186), comte de Toul. Il meurt sans union ni postérité. Le comté de Toul est alors inféodé par l'évêque à Mathieu II de Lorraine qui avait épousé Béatrice de Dampierre-en-Astenois, fille de Renard Ier de Dampierre-en-Astenois.

### Branche du Bois et de Ponthion
- Henri de Dampierre-en-Astenois († en 1218), seigneur du Bois et de Ponthion. Il épouse Cécile de Clermont, fille de Raoul de Clermont, dont il a au moins cinq enfants :
  - Renard, seigneur de Ponthion, qui suit.
  - Henri († en 1259), seigneur du Bois après son neveu. Il épouse Marguerite de Bar, veuve d'Hugues III, comte de Vaudémont, fille de Jean de Bar et d'Ermensende de Namur, Comtesse de Luxembourg.
  - Bertrand, cité dans une charte de 1219.
  - Renarde, qui épouse de Erard de Marzeio.
  - Emeline, religieuse.

- Renard Ier de Dampierre-en-Astenois († en 1242), seigneur du Bois et de Ponthion. Il épouse Mahaut de Sainte-Menehould, dont il a cinq enfants :
  - Renard, qui suit.
  - Renarde qui épouse en premières noces Mile de Sorcy, seigneur de Gizaucourt, puis en secondes noces de Jean de Joinville, seigneur de Mailly.
  - Guillelmine, qui épouse de Robert, seigneur de Somme-Vesle, châtelain de Vitry.
  - Isabeau qui épouse de Robinet, écuyer, de Ponthion.
  - Marie, dont la fille Cécile épouse le chevalier Richer de Blesme.

- Renard II de Dampierre-en-Astenois, seigneur du Bois. Il est probablement mort jeune sans union ni postérité. La seigneurie du Bois passe alors à son oncle Henri, alors que celle de Ponthiou est à son beau-frère Mile de Sorcy.

### Branche de la Neuville-aux-Bois
- Renard Ier de Dampierre-en-Astenois († vers 1280), seigneur de la Neuville-aux-Bois. Il épouse Alix, dont le nm de famille est inconnu, dont il a au moins un fils :
  - Henri, qui suit.

- Henri Ier de Dampierre-en-Astenois († en 1302), seigneur de la Neuville-aux-Bois. Il épouse Alix, dont le nom de famille est inconnu, dont il a au moins un fils :
  - Renard, qui suit.

- Renard II de Dampierre-en-Astenois, seigneur de la Neuville-aux-Bois. Cité dans un acte de 1328. Il épouse Alix, dont le nom de famille est inconnu, dont il a probablement au moins un fils :
  - Jean, qui suit.

- Jean de Dampierre-en-Astenois, seigneur de la Neuville-aux-Bois. Cité dans un acte de 1360. Il épouse Alix, dont le nom de famille est inconnu, dont il a probablement au moins un fils :
  - Renard, qui suit.

- Renard III de Dampierre-en-Astenois, seigneur de la Neuville-aux-Bois. Cité dans un acte de 1375. Il épouse Marguerite de Baudement, dont il a au moins deux enfants :
  - Jean, qui suit.
  - Colars, qui suit après son frère.

- Jean de Dampierre-en-Astenois, seigneur de la Neuville-aux-Bois. Cité dans un acte de 1393.

- Colars de Dampierre-en-Astenois , seigneur de la Neuville-aux-Bois. Cité dans un acte de 1402.

- Henri II de Dampierre-en-Astenois, seigneur de la Neuville-aux-Bois. Cité dans un acte de 1443.